# Anne Kahane
Pour les articles homonymes, voir Kahane.
Anne Kahane, née le 1er mars 1924 à Vienne (Autriche) et morte le 29 septembre 2023 à Mont-Royal (Canada), est une artiste, sculptrice, graveuse et enseignante canadienne.

## Biographie
Kahane est née à Vienne, en Autriche, le 1er mars 1924. Elle immigre en bas âge au Canada avec ses parents, qui s'installent à Hamilton puis à Montréal en 1929. À 16 ans, elle suit les cours du soir de l’École des beaux-arts de Montréal. En 1945, elle se rend à New York pour parfaire sa formation à la Cooper Union.
De retour à Montréal en 1947, elle délaisse graduellement la peinture pour se consacrer à la sculpture. L’année 1953 constitue un point tournant dans sa carrière : elle tient sa première exposition individuelle à la Galerie Agnès Lefort et remporte un prix dans un concours international organisé par l’Institute of Contemporary Arts de Londres. Elle présente ses œuvres dans des expositions individuelles et collectives au Canada comme à l’étranger, notamment à la Biennale de Venise (1958), où elle est la première femme sculptrice à représenter le Canada. Lauréate du premier prix des Concours artistiques de la province (1956), Kahane reçoit plusieurs commandes publiques au cours de sa carrière, notamment pour l'Expo 67 et l’ambassade du Canada au Pakistan (1972), pour laquelle elle crée une œuvre monumentale. Elle enseigne à l'Université Sir-George-Williams qui fusionnera avec le Collège Loyola en 1974 pour devenir l'Université Concordia (1965-1980).
En tant que membre associée de l'Académie royale canadienne, Kahane expose avec eux entre 1964 et 1976, et avec l'Art Association of Montreal de 1957 à 1965.
Anne Kahane meurt le 29 septembre 2023 à l'âge de 99 ans.
En avril 2023, La monographie ANNE KAHANE Dualités Dualities offre un parcours en français et en anglais à travers son œuvre.

## Expositions sélectionnées
- Sculpture d'Anne Kahane, Galerie Agnès Lefort, Montréal, 1953
- Concours international de sculpture « Le prisonnier politique inconnu », Musée des beaux-arts du Canada, Ottawa, 1952[6].
- XXIX Biennale D'Arte, Pavillon canadien Venise, Italie, 1958[7]
- 41e exposition internationale de peinture et de sculpture de Pittsburgh . Carnegie Institute, Pittsburgh, Pennsylvanie, 1958-1959
- Un trio de sculpteurs canadiens, Musée des beaux-arts du Canada, Ottawa, 1964-1966
- 84e exposition de l'Académie royale canadienne, Musée des beaux-arts du Canada, Ottawa, 1964 et 1976
- 300 ans d'art canadien, Musée des beaux-arts du Canada, Ottawa, 1967
- 3-D into the 70s: Aspects of Sculpture, Art Gallery of Ontario, Toronto, 1970
- Spectrum Canada, organisé conjointement avec les Jeux olympiques de Montréal, 1979
- Anne Kahane : la dualité, Galerie Leonard & Bina Ellen de l’Université Concordia, 1999[8]
- Anne Kahane : célébration, Galerie d'art Stewart Hall[9]
- Artistes Draw to Wood, McMaster Museum of Art, 2011[10]

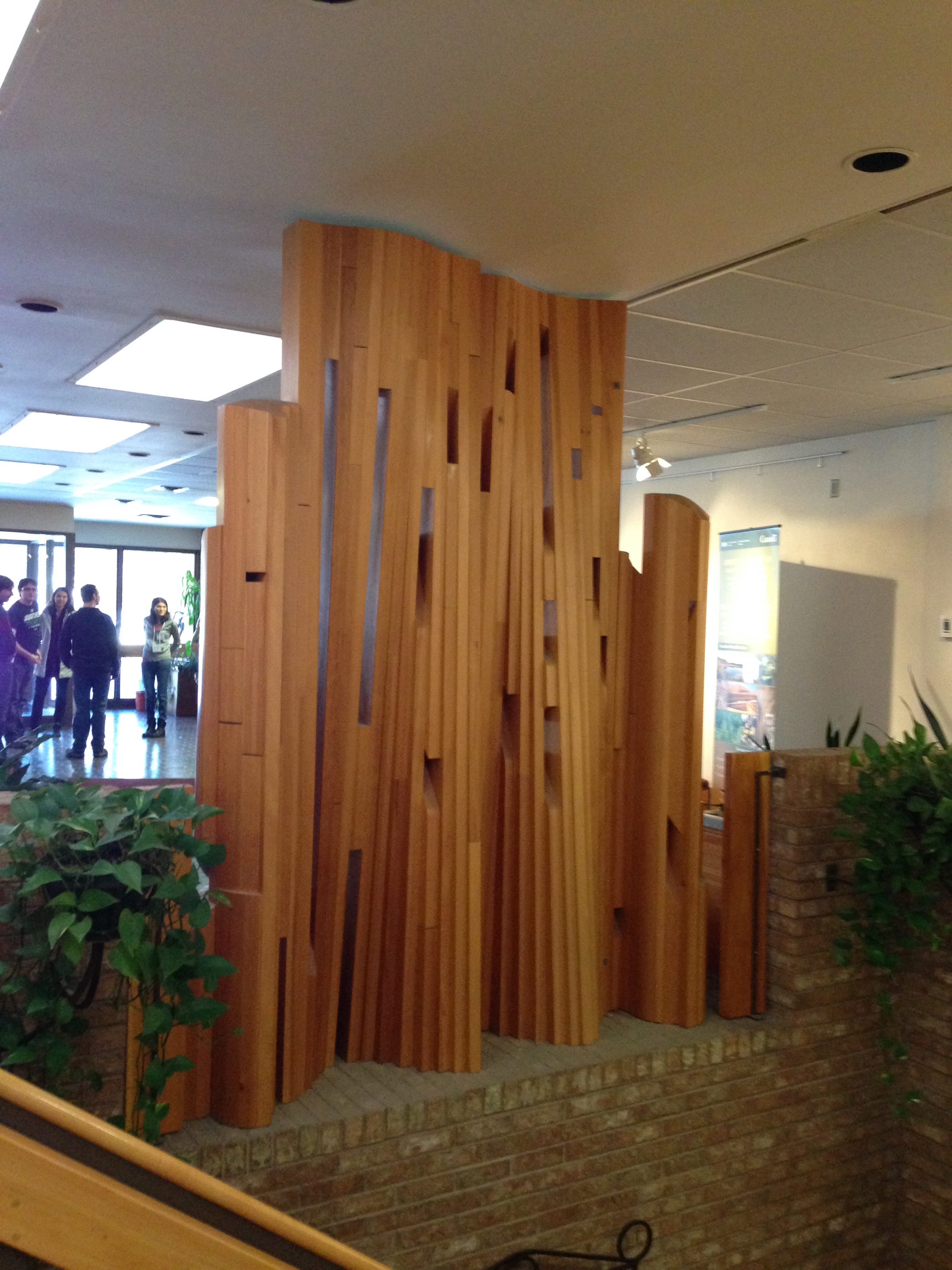
La Forêt, 1975

## Art public
- Mother and Child (1959) pour le Centre Rockland de Montréal[11],[12]
- Capitaine FJ Stevenson pour l'aéroport international James Armstrong Richardson de Winnipeg(1963-1964)[13]
- Chant de la Terre pour la Place des Arts à Montréal (1963)[14]
- L'homme sur la tête pour l'Expo '67 à Montréal[15]
- La Mer pour l'Ambassade du Canada à Islamabad, Pakistan (1972-1973)
- La Forêt pour le Service forestier d'Environnement Canada, Centre de recherche forestière des Grands Lacs (CRGLF), Sault Sainte Marie, Ontario (1975) pour l'ouverture officielle du GLFRC, du 25 avril au 1er mai 1976.

## Musées et collections publiques
- Art Gallery of Greater Victoria
- Art Gallery of Hamilton
- Carleton University Art Gallery
- Galerie Leonard & Bina Ellen, Université Concordia
- Musée d'art de Joliette
- Musée des beaux-arts de l'Ontario
- Musée des beaux-arts de Montréal
- Musée des beaux-arts du Canada
- Musée national des beaux-arts du Québec[16]
- Museum London
- The Robert McLaughlin Gallery
- Vancouver Art Gallery
- Winnipeg Art Gallery